# Charles Cornwallis, 1:e markis Cornwallis
Charles Cornwallis, 1:e markis Cornwallis, född 31 december 1738 i Mayfair i London, död 5 oktober 1805 i nuvarande Ghazipur i Uttar Pradesh, Indien, var en brittisk aristokrat, ämbetsman och yrkesmilitär (general) i Storbritanniens armé.

## Biografi
Charles Cornwallis var son till Charles Cornwallis, 1:e earl Cornwallis, bror till William Cornwallis och far till Charles Cornwallis, 2:e markis Cornwallis. Han utbildades vid Eton College samt vid Accademia militare di Modena.
Under sjuåriga kriget (1756–1763) tjänade han i Tyskland och steg i graderna till överstelöjtnant. Som politiker i whigpartiet motsatte han sig bland annat beskattningen av de amerikanska kolonierna. Han föll dock aldrig i onåd hos kung Georg III, utan utnämndes tvärtom 1775 till generalmajor.
I det amerikanska frihetskriget (1775–1783) förblev han lojal med kungamakten. 1777 segrade han i slaget vid Brandywine och blev 1778 generallöjtnant och befälhavare för de lojala trupperna i Brittiska Amerika. Han försökte nu vinna brittiskt stöd i södra Amerika, erövrade Charleston och segrade vid Camden (1780) och Guilford (1781). Men efter Yorktown (19 oktober 1781), då rebellerna fick artilleriunderstöd av en anländande fransk sjöstyrka under ledning av François Joseph Paul de Grasse och trupper under befäl av Jean-Baptiste Donatien de Vimeur de Rochambeau blev Cornwallis och sina 8 000 instängda mannar tvungna att kapitulera till George Washington och dennes franska allierade. Cornwallis överlät dock av skam kapitulationsakten till sin vice befälhavare Charles O'Hara.
På William Pitts enträgna begäran lät Cornwallis sig 1786 utnämnas till generalguvernör i Ostindien, där han lyckosamt kämpade mot Tippo Sahib 1790–1792 och tvang honom att avträda en stor del av sitt område. 1793 återkom han till Storbritannien och blev upphöjd till markis. Cornwallis var medlem av kabinettet från 1795 och fram till 1798 då han utnämndes till Irlands lordlöjtnant (vicekung), där han undertryckte uppror och tillbakaslog fransmännens landstigningskår som leddes av general Jean Joseph Amable Humbert.
Han medverkade därefter i unionen mellan Storbritannien och Irland 1800, men nedlade sina ämbeten på Irland 1801, då kungen vägrade samtycka till en förbättring av katolikernas ställning på ön. Åren 1801–1802 var Cornwallis engelsk fullmäktig vid fredsunderhandlingarna i Amiens och 1805 blev han för andra gången generalguvernör i Ostindien, men dog där redan i oktober samma år. Av hans Correspondence utkom andra upplagan 1859.

## Populärkultur
I den amerikanska långfilmen Patrioten spelar Tom Wilkinson rollen som Charles Cornwallis.